# Huta (Suwałki)
Pour les articles homonymes, voir Huta.
Huta est un village polonais du district administratif de Suwałki, dans le powiat de Suwałki, voïvodie de Podlachie, au Nord-Est du pays. 
Il est situé à environ 7 km à l'Est de Suwałki et à 110 km au Nord de la capitale régionale Białystok.